# Trachelas bicolor
Trachelas bicolor is een spinnensoort uit de familie van de Trachelidae.
De wetenschappelijke naam van de soort werd in 1887 gepubliceerd door Eugen von Keyserling.